# Polystachya anceps
Polystachya anceps är en orkidéart som beskrevs av Henry Nicholas Ridley. Polystachya anceps ingår i släktet Polystachya och familjen orkidéer. Inga underarter finns listade i Catalogue of Life.